# NGC 5147
NGC 5147 (другие обозначения — UGC 8443, MCG 0-34-33, ZWG 16.69, IRAS13237+0221, PGC 47027) — спиральная галактика с перемычкой (SBd) в созвездии Дева.
Этот объект входит в число перечисленных в оригинальной редакции «Нового общего каталога».